# Aegialia opifex
Aegialia opifex är en skalbaggsart som beskrevs av Horn 1887. Aegialia opifex ingår i släktet Aegialia och familjen Aegialiidae. Inga underarter finns listade i Catalogue of Life.